# Registre national des lieux historiques dans le comté de Butte

Localisation du comté de Butte en Californie

Ceci est la liste des lieux historiques inscrits sur le registre national dans le comté de Butte en Californie.
C'est censé être une liste exhaustive des propriétés et des districts des lieux historiques du registre national dans le comté de Butte, en Californie. Les coordonnées de latitude et longitude sont fournies pour la plupart des propriétés et les districts du registre national ; ces localisations peuvent être aperçues sur Google Map.

Il y a 27 propriétés et districts répertoriés sur le registre national dans le comté.

## Liste actuelle
| Position | ID        | Type | Nom                                       | Localisation                                             | Ville                        | Date d'inscription | Image | Coordonnées                          | Description                                                                                             |
| -------- | --------- | ---- | ----------------------------------------- | -------------------------------------------------------- | ---------------------------- | ------------------ | ----- | ------------------------------------ | --- |
| 1        | 77000288  | NRHP | Allen-Sommer-Gage House                   | 410 Normal St.                                           | Chico                        | 13 avril 1977      |       | 39° 43′ 36″ nord, 121° 50′ 25″ ouest | |
| 2        | 72000216  | NRHP | Bidwell Mansion (en)                      | Sowillenno Ave.                                          | Chico                        | 24 mars 1972       |       | 39° 43′ 59″ nord, 121° 50′ 32″ ouest | |
| 3        | 72000219  | NRHP | Centerville Schoolhouse                   | 2 mi. NE of Paradise on Humbug Rd.                       | Paradis                      | 24 mars 1972       |       | 39° 47′ 17″ nord, 121° 39′ 17″ ouest | |
| 4        | 82002170  | NRHP | A. H. Chapman House (en)                  | 256 E. 12th St.                                          | Chico                        | 28 janvier 1982    |       | 39° 43′ 30″ nord, 121° 50′ 27″ ouest | |
| 5        | 92000316  | NRHP | W. W. Durham House (en)                   | 2280 Durham-Dayton Rd.                                   | Durham                       | 2 avril 1992       |       | 39° 38′ 48″ nord, 121° 47′ 36″ ouest | |
| 6        | 03001357  | NRHP | Forks of Butte                            | Adresse restreinte                                       | Paradis                      | 2 janvier 2004     |       |                                      | |
| 7        | 82004614  | NRHP | Gianella Bridge (en)                      | CA 32                                                    | Hamilton City                | 8 juillet 1982     |       | 39° 45′ 04″ nord, 121° 59′ 46″ ouest | Démoli en 1987.                                                                                         |
| 8        | 01000705  | NRHP | Hazel Hotel                               | 850, 860, 880, 890 Hazel St., and 602,608, 620 Kentuckey | Gridley                      | 13 juillet 2001    |       | 39° 21′ 54″ nord, 121° 41′ 43″ ouest | |
| 9        | 88000920  | NRHP | Honey Run Covered Bridge (en)             | Honey Run Humbug Rd.                                     | Chico                        | 23 juin 1988       |       | 39° 43′ 44″ nord, 121° 42′ 09″ ouest | |
| 10       | 75000425  | NRHP | Inskip Hotel (en)                         | 6 mi. N of Stirling on Skyway (Old Humbug Rd.)           | Stirling City (en)           | 2 mai 1975         |       | 39° 59′ 25″ nord, 121° 32′ 29″ ouest | |
| 11       | 82002173  | NRHP | Fong Lee Company                          | Adresse restreinte                                       | Oroville                     | 11 mars 1982       |       |                                      | |
| 12       | 82002172  | NRHP | Magalia Community Church (en)             | Stirling Hwy.                                            | Magalia                      | 11 janvier 1982    |       | 39° 48′ 36″ nord, 121° 34′ 40″ ouest | |
| 13       | 100004195 | NRHP | Mountain House Historic District          | 13465 Oroville-Quincy Highway                            | Brush Creek, California (en) | 12 juillet 2019    |       | Coordonnées manquantes               | |
| 14       | 73000396  | HD   | Mud Creek Canyon                          | Adresse restreinte                                       | Chico                        | 14 août 1973       |       |                                      | |
| 15       | 07000405  | NRHP | Oroville Carnegie Library (en)            | 1675 Montgomery St.                                      | Oroville                     | 8 mai 2007         |       | 39° 30′ 46″ nord, 121° 33′ 32″ ouest | Maintenant bibliothèque publique de droit du comté e de Butte                                           |
| 16       | 76000478  | NRHP | Oroville Chinese Temple (en)              | 1500 Broderick St.                                       | Oroville                     | 30 juillet 1976    |       | 39° 30′ 49″ nord, 121° 33′ 39″ ouest | |
| 17       | 83001174  | NRHP | Oroville Commercial District (old)        | Montgomery, Myers and Huntoon Sts. and Miner Alley       | Oroville                     | 28 juillet 1983    |       | 39° 30′ 50″ nord, 121° 33′ 19″ ouest | |
| 18       | 90001431  | NRHP | Oroville Inn                              | 2066 Bird St.                                            | Oroville                     | 13 septembre 1990  |       | 39° 30′ 49″ nord, 121° 33′ 16″ ouest | |
| 19       | 72000217  | NRHP | Patrick Ranch House                       | 3 mi. SE of Chico off U.S. 99E                           | Chico                        | 23 février 1972    |       | 39° 40′ 55″ nord, 121° 48′ 00″ ouest | |
| 20       | 72000218  | NRHP | Patrick Rancheria                         | Adresse restreinte                                       | Chico                        | 23 février 1972    |       |                                      | |
| 21       | 83001175  | NRHP | Silberstein Park Building (en)            | 426, 430, 434 Broadway                                   | Chico                        | 17 février 1983    |       | 39° 43′ 41″ nord, 121° 50′ 17″ ouest | Bâtiment du centre-ville conçue par A.J. Byron, et utilisé comme cinéma, The Lyric, et La Grande Hotel. |
| 22       | 91000636  | HD   | South Campus Neighborhood (en)            | Bounded by W. 2nd, Normal, W. 6th and Cherry Sts.        | Chico                        | 24 juin 1991       |       | 39° 43′ 34″ nord, 121° 50′ 30″ ouest | |
| 23       | 87000001  | NRHP | Southern Pacific Depot (en)               | 430 Orange St.                                           | Chico                        | 29 janvier 1987    |       | 39° 43′ 24″ nord, 121° 50′ 42″ ouest | |
| 24       | 82002171  | NRHP | St. John's Episcopal Church               | 230 Salem St.                                            | Chico                        | 21 janvier 1982    |       | 39° 43′ 44″ nord, 121° 50′ 25″ ouest | |
| 25       | 75000424  | NRHP | Stansbury House                           | 307 W. 5th St.                                           | Chico                        | 5 juin 1975        |       | 39° 43′ 37″ nord, 121° 50′ 19″ ouest | |
| 26       | 91001383  | NRHP | State Theatre                             | 1489 Myers St.                                           | Oroville                     | 13 septembre 1991  |       | 39° 30′ 45″ nord, 121° 33′ 16″ ouest | |
| 27       | 85000122  | NRHP | US Post Office-Chico Midtown Station (en) | 141 W. 5th St.                                           | Chico                        | 11 janvier 1985    |       | 39° 43′ 39″ nord, 121° 50′ 16″ ouest | |
| 28       | 85000123  | NRHP | US Post Office-Oroville Main              | 1735 Robinson St.                                        | Oroville                     | 11 janvier 1985    |       | 39° 30′ 40″ nord, 121° 33′ 27″ ouest | |